# Shengsi
Shengsi (kinesiska: 嵊泗县) är ett härad som lyder under Zhoushans stad på prefekturnivå i Zhejiang-provinsen i östra Kina. Det ligger omkring 230 kilometer öster om provinshuvudstaden Hangzhou. Befolkningen uppgick till 88 362 invånare vid folkräkningen år 2000, varav 27 182 invånare bodde i huvudorten Caiyuan. Häradet var år 2000 indelat i fyra småstäder (zhen) och nio bydistrikt (xiang). Häradet Shengsi omfattar Shengsiöarna, en ögrupp i Östkinesiska havet, sydost om Shanghai. Den största ön är Sijiao Shan.
Genomsnittlig årsnederbörd är 1 739 millimeter. Den regnigaste månaden är juni, med i genomsnitt 327 mm nederbörd, och den torraste är januari, med 59 mm nederbörd.